# Черновое
Черновое (укр. Чернове) — село, относится к Березовскому району Одесской области Украины.
Население по переписи 2020 года составляло 1430 человека. Почтовый индекс — 67021. Телефонный код — 4857. Занимает площадь 1,81 км². Код КОАТУУ — 5123581001.
Село было основано во второй половине XVIII века беглыми крестьянами и казаками-запорожцами под названием Черново. Согласно Всероссийской переписи 1897 года село на тот момент называлось Куликово поле, по названию исторической местности на водоразделах Окско-Донского междуречья, на участке которого находится предполагаемое место битвы 8 сентября 1380 года. На самом деле название Куликово поле произошло от фамилии владельца бывшего села Черново, полковника Черноморского казаческого войска Куликовского. Позже, когда новыми владельцами села стали дворяне Мартосы, село было переименовано ими на Мартосово, но название не прижилось. Накануне десятилетия Октябрьской социалистической революции село получило новое название Андрее-Ивановка, в честь А. И. Иванова (1889—1927) — одного из участников становления большевистской власти на Украине, который с 1922 по 1925 гг. был главой Одесского губисполкома.
В 1945 г. Указом ПВС УССР село Андрее-Ивановка переименовано в Андреево-Ивановку.
В 2024 году решение Верховной рады Украины село переименовано в Черновое

## Местный совет
67021, Одесская обл., Николаевский р-н, с. Андреево-Ивановка, ул. Центральная, 89.